# 신창항 (서귀포시)
신창항은 제주특별자치도 서귀포시 한경면 신창리에 있는 어항이다. 1993년 9월 22일 지방어항으로 지정되었다. 관리청은 제주특별자치도, 시설관리자는 제주시장이다.

## 어항 연혁
한경면 신창리는 제주시에서 서쪽으로 42km지점에 위치한 마을로서 원래 이 부락은 두모리에 속했으나 1900년에 마을 대표들이 주동이 되어 두모리에서 분리 시켰다. 신창리로 분리된 후의 역사는 70년밖에 안되므로 이 부락의 설촌 내력을 밝히는 데는 그 전신인 두모리에 속해있을 때의 고증이 바람직하다. 설촌시대는 정확히 고증할 수 없으나 7백여 년 전으로 추정하고 있다. 그 연유는 제주도에 방목장을 설치하고 말을 길러 군마용으로 중앙에 진상했던 점을 들 수 있는데 지금의 고산리에 방목장이 설치됐던 점으로 미루어 그 외곽지대인 신창리에도 사람들이 살았을 것으로 내다보고 있다. 최초에 이곳에 정착한 사람은 확실히 밝혀진바 없고 고씨가 제일 먼저 들어와 살았다는 얘기가 전해지고 있다. 신창리 지역에서는 가끔 남방아 등 유물이 출토되어 고산리가 옛날 방목지라는 사실과 오래전부터 사람이 살았음을 증명해 준다.

## 어항 구역
- 수역: 신창항 남측 돌출부를 기점으로 북측방향 550m지점(해상), 이지점에서 정동으로 350m지점인 육지부와 연결한 선내의 수역
- 어항구역면적 : 141,00m2,  항내수면적: 31,000m2

## 어항 시설
방파제 277m, 물양장 205m, 호안 415m, 선착장 286m